# Tinodes aravil
Tinodes aravil là một loài Trichoptera trong họ Psychomyiidae. Chúng phân bố ở miền Cổ bắc.